# Éric Pacôme N'Dri
Éric Pacôme N'Dri, född 24 mars 1978, är en friidrottare från Elfenbenskusten. Han deltog vid olympiska sommarspelen 1996, olympiska sommarspelen 2000 och olympiska sommarspelen 2004.